# Mullwitzaderl
Das Mullwitzaderl ist ein 3244 m ü. A. hoher Gipfel in der Venedigergruppe in Tirol. Der wenig ausgeprägte Südwestrücken zum Hohen Zaun trennt das Äußere und das Innere Mullwitzkees.

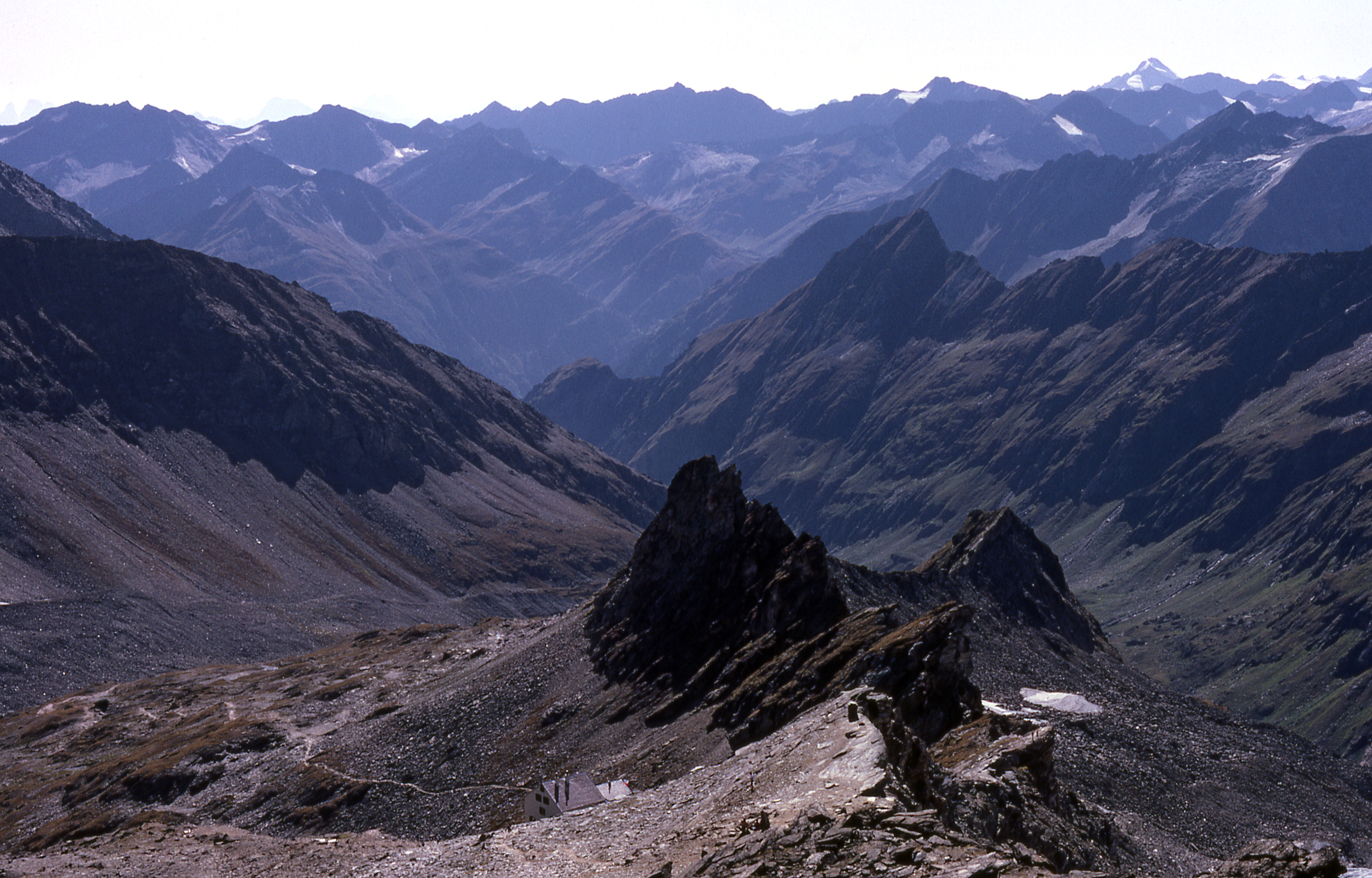
Blick vom Mullwitzaderl